# Igor Witaljewitsch Simutenkow
Igor Witaljewitsch Simutenkow (russisch Игорь Витальевич Симутенков; * 3. April 1973 in Moskau) ist ein ehemaliger russischer Fußballspieler und aktueller -trainer.

## Werdegang
Simutenkow gehörte ab der Saison 1990 zur ersten Mannschaft von Dynamo Moskau. In der Saison 1994 wurde er mit diesem Team russischer Vizemeister und mit 21 Treffern Torschützenkönig der Obersten Liga. Im Jahr 1994 wurde er auch zum Fußballer des Jahres in Russland gewählt. Simutenkow wechselte dann nach Italien zur AC Reggiana in die Serie A. Nach dem Abstieg von Reggiana wechselte Simutenkow vor der Saison 1998/99 zum FC Bologna. Anschließend spielte er von 2000 bis 2002 beim CD Teneriffa und ab 2002 bis 2004 in den USA bei den Kansas City Wizards. Nach einer kurzen Station bei Rubin Kasan beendete er seine aktive Karriere 2006 in Russland bei Dynamo Woronesch.
Simutenkow absolvierte insgesamt 20 Länderspiele für die russische Nationalmannschaft, er nahm an der Fußball-Europameisterschaft 1996 teil und kam während dieses Turniers in den Vorrundenspielen gegen Deutschland und Tschechien zum Einsatz.
Als Trainer betreute er in der Saison 2007 die Mannschaft von Torpedo-ZIL Moskau, von 2007 bis 2009 betreute er eine Junioren-Mannschaft des russischen Fußballverbandes. Seit 1. Januar 2010 ist Simutenkow Assistenztrainer bei Zenit Sankt Petersburg.